# تشارلز برادي كينغ
تشارلز برادي كينغ (بالإنجليزية: Charles Brady King)‏ هو مخترِع وموسيقي ورسام ومهندس معماري ومهندس وشاعر أمريكي، ولد في 2 فبراير 1868 في Angel Island (California) ‏ في الولايات المتحدة، وتوفي في 22 يونيو 1957 في ري في الولايات المتحدة.